# 三重県道679号川東佐那具線
三重県道679号川東佐那具線（みえけんどう679ごう かわひがしさなぐせん）は、三重県伊賀市を通る一般県道である。

## 概要
伊賀市川東から伊賀市佐那具町に至る。

### 路線データ
- 起点：伊賀市川東（川東交差点、三重県道2号伊賀青山線交点）
- 終点：伊賀市西之澤（西之沢交差点、国道25号交点、滋賀県道・三重県道49号甲南阿山伊賀線終点）
- 実延長：3,068m

## 歴史
- 1959年（昭和34年）1月25日 - 路線認定[1]。

## 路線状況
生活道路として、あるいは名阪国道 壬生野ICへの出入りに利用される。

### 道路施設

#### 橋梁
- 滝川橋（滝川、伊賀市）
- 西之澤大橋（柘植川、伊賀市）

## 地理

### 通過する自治体
- 三重県

- 伊賀市

### 交差する道路
| 交差する道路                                           | 交差する場所 | 交差する場所              |
| ------------------------------------------------------ | ------------ | ------------------------- |
| 三重県道2号伊賀青山線                                  | 川東         | 川東交差点 / 起点         |
| 国道25号 / E25 名阪国道                                | 川西         | 壬生野IC交差点 6 壬生野IC |
| 国道25号 / 非名阪 滋賀県道・三重県道49号甲南阿山伊賀線 | 西之澤       | 西之沢交差点 / 終点       |

### 沿線
- 法雲寺